# ImageMovers
ImageMovers (IM), antes conocida como South Side Amusement Company hasta 1997, es una productora estadounidense que produce animación CGI, captura de movimiento, películas de acción en vivo y programas de televisión. La compañía es conocida por producir películas como Náufrago (2000), Lo Que la Verdad Esconde (2000), El Expreso Polar (2004), Monster House: La Casa de los Sustos (2006) y Beowulf (2007). De 2007 a 2011, The Walt Disney Company e ImageMovers fundaron una empresa de animación conjunta conocida como ImageMovers Digital que produjo dos películas animadas CGI con captura de movimiento: Los Fantasmas de Scrooge (2009) y Marte Necesita Mamás (2011) para Walt Disney Pictures. ninguna de los cuales tuvo éxito financiero.

## Historia

### South Side Amusement Company (1984-1997)
El 1 de marzo de 1984, Robert Zemeckis incorporó y fundó la empresa como South Side Amusement Company. La empresa fue de nombre sólo desde el principio y solo sería para películas dirigidas por el propio Zemeckis.
A principios de la década de 1990, Zemeckis firmó un contrato de producción con Universal Pictures para estrenar películas bajo la marca South Side Amusement Company. Allí, es una de las productoras de La Muerte le Sienta Bien (1992), Oro y Cenizas (1992), El Ojo Publico (1992), Muertos de Miedo (1996) y Contacto (1997).

### Primeros años como ImageMovers (1997-2007)
En 1997, se anunció que South Side Amusement Company cambiaría su nombre a ImageMovers y contrató al empleado de Creative Artists Agency Jack Rapke y al productor Steve Starkey (quien fue productor de las películas de Zemeckis que dirige desde su paso como productor asociado en ¿Quién Engañó Roger Rabbit? de 1988) subió a bordo para unirse a la empresa. También se anunció que ImageMovers firmó un contrato de largometraje no exclusivo con DreamWorks Pictures.
En 2001, el estudio intentó firmar un contrato con Warner Bros., pero finalmente fracasó. Después de que colapsó el acuerdo con Warner, el estudio estaba renovando un acuerdo de primera vista con DreamWorks para producir más películas de esa época.
Las primeras ocho películas de ImageMovers bajo el nombre fueron Lo que la Verdad Esconde (Con Harrison Ford y Michelle Pfeiffer), Náufrago (Con Tom Hanks), Los Tramposos (con Nicolas Cage), El Expreso Polar (también con Tom Hanks), The Prize Winner of Defiance, Ohio (con Julianne Moore), Las Vacaciones de mi Vida (con Queen Latifah), Monster House: La Casa de los Sustos (con Mitchel Musso, Sam Lerner, Spencer Locke y Steve Buscemi) y Beowulf (con Ray Winstone, Anthony Hopkins, John Malkovich, Robin Wright Penn y Angelina Jolie).

### Disney/ImageMovers Digital (2007–2011)

Logotipo de ImageMovers Digital

En 2007, The Walt Disney Company e ImageMovers establecieron una instalación de animación de empresa conjunta conocida como ImageMovers Digital, una compañía cinematográfica con sede en el condado de Marin donde Zemeckis produciría y dirigiría películas animadas en 3D utilizando tecnología de captura de movimiento CGI.
El 6 de noviembre de 2009, ImageMovers Digital lanzó su primera película CGI Los Fantasmas de Scrooge, una película de captura de movimiento CGI basada en el libro de Charles Dickens: Un Cuento de Navidad y protagonizada por Jim Carrey, Gary Oldman, Colin Firth y Cary Elwes, cada uno en múltiples roles. El 12 de marzo de 2010, Disney e ImageMovers anunciaron que ImageMovers Digital cerraría sus operaciones en enero de 2011 después de que se completara la producción de la película Marte Necesita Mamás. Como resultado del despido de aproximadamente 450 empleados, el presidente de Walt Disney Studios, Alan Bergman, dijo: "...dadas las realidades económicas actuales, necesitamos encontrar formas alternativas de llevar contenido creativo a las audiencias y IMD ya no encaja en nuestra modelo de negocio". Se había informado previamente que la compañía tenía Calling All Robots, una nueva versión de Yellow Submarine, una secuela de Roger Rabbit y El Cascanueces  en desarrollo. Disney abandonó todos estos proyectos tras el fracaso de taquilla de Marte Necesita Mamás.

### Universal Pictures (2011-presente)
En agosto de 2011, se anunció que ImageMovers había firmado un contrato de producción de primera vista de dos años con Universal Pictures.

## Filmografía
| Año  | Película                            | Director         | Coproductora/distribuidor                                                            | Presupuesto      | Recaudación    |
| ---- | ----------------------------------- | ---------------- | ------------------------------------------------------------------------------------ | ---------------- | -------------- |
| 1984 | Tras la Esmeralda Perdida           | Robert Zemeckis  | 20th Century Fox                                                                     | $10 million      | $115.1 million |
| 1985 | Volver al Futuro                    | Robert Zemeckis  | Universal Pictures Amblin Entertainment                                              | $19 million      | $389.1 million |
| 1988 | ¿Quién Engañó a Roger Rabbit?       | Robert Zemeckis  | Touchstone Pictures Amblin Entertainment                                             | $50.6 million    | $329.8 million |
| 1989 | Volver al Futuro II                 | Robert Zemeckis  | Universal Pictures Amblin Entertainment                                              | $40 million      | $335.9 million |
| 1990 | Volver al Futuro III                | Robert Zemeckis  | Universal Pictures Amblin Entertainment                                              | $40 million      | $246.1 million |
| 1992 | La Muerte le Sienta Bien            | Robert Zemeckis  | Universal Pictures                                                                   | $55 million      | $149 million   |
| 1992 | Oro y Cenizas                       | Walter Hill      | Universal Pictures                                                                   | $14 million      | $13.7 million  |
| 1992 | El Ojo Público                      | Howard Franklin  | Universal Pictures                                                                   | $15 million      | $3.06 million  |
| 1994 | Forrest Gump                        | Robert Zemeckis  | Paramount Pictures The Steve Tisch Company Wendy Finerman Productions                | $55 million      | $678.2 million |
| 1996 | Muertos de Miedo                    | Peter Jackson    | Universal Pictures WingNut Films                                                     | $26 million      | $29.3 million  |
| 1997 | Contacto                            | Robert Zemeckis  | Warner Bros. Pictures                                                                | $90 million      | $171.1 million |
| 2000 | Lo que la Verdad Esconde            | Robert Zemeckis  | DreamWorks Pictures 20th Century Fox                                                 | $100 million     | $291.4 million |
| 2000 | Náufrago                            | Robert Zemeckis  | DreamWorks Pictures 20th Century Fox                                                 | $90 million      | $429.6 million |
| 2003 | Los Tramposos                       | Ridley Scott     | Warner Bros. Pictures Scott Free Productions                                         | $62 million      | $65.6 million  |
| 2004 | El Expreso Polar                    | Robert Zemeckis  | Warner Bros. Pictures Playtone Castle Rock Entertainment Shangri-La Entertainment    | $165 million     | $310.6 million |
| 2006 | Las Vacaciones de mi Vida           | Wayne Wang       | Paramount Pictures                                                                   | $45 million      | $43.3 million  |
| 2006 | Monster House: La Casa de los Susto | Gil Kenan        | Columbia Pictures Amblin Entertainment                                               | $75 million      | $140.2 million |
| 2007 | Beowulf                             | Robert Zemeckis  | Paramount Pictures (Estados Unidos) Warner Bros. (Internacional)                     | $150 million     | $196.4 million |
| 2009 | Los Fantasmas de Scrooge            | Robert Zemeckis  | Walt Disney Pictures/ImageMovers Digital                                             | $175–200 million | $325 million   |
| 2011 | Marte Necesita Mamás                | Simon Wells      | Walt Disney Pictures/ImageMovers Digital                                             | $150 million     | $39.2 million  |
| 2011 | Gigantes de acero                   | Shawn Levy       | Touchstone Pictures DreamWorks Pictures Reliance Entertainment 21 Laps Entertainment | $110 million     | $299.3 million |
| 2012 | El Vuelo                            | Robert Zemeckis  | Paramount Pictures Parkes/MacDonald                                                  | $31 million      | $161.8 million |
| 2015 | En la Cuerda Floja                  | Robert Zemeckis  | TriStar Pictures TriStar Productions                                                 | $35–45 million   | $108.4 million |
| 2016 | Aliados                             | Robert Zemeckis  | Paramount Pictures GK Films                                                          | $85–113 million  | $120 million   |
| 2018 | Bienvenidos a Marwen                | Robert Zemeckis  | Universal Pictures DreamWorks Pictures Perfect World Pictures                        | $39–50 million   | $12.9 million  |
| 2020 | Las Brujas                          | Robert Zemeckis  | Warner Bros. Esperanto Filmoj Double Dare You Productions Necropia Entertainment     | –                | $26.9 million  |
| 2021 | Finch                               | Miguel Sapochnik | Apple TV+ Amblin Entertainment Reliance Entertainment Walden Media Misher Films      | –                | –              |
| 2022 | Pinocho                             | Robert Zemeckis  | Disney+ Walt Disney Pictures Depth of Field Studios                                  | $150 millones    | –              |
| 2024 | Here                                | Robert Zemeckis  | Miramax Sony Pictures Playtone                                                       |                  |                |
| TBA  | Steel Soldiers                      | –                | STX Entertainment                                                                    | –                | –              |
| TBA  | Mr. Lucky                           | –                | Apple TV+ Twin Ink                                                                   | –                | –              |
| TBA  | Ares                                | –                | Warner Bros. Rideback Centropolis Entertainment                                      | –                | –              |

### Serie de televisión (Compari Entertainment)
La primera incursión de ImageMovers en la producción televisiva fue Los Borgias, que se emitió en Showtime de 2011 a 2013. El 25 de agosto de 2016, se fundó Compari Entertainment, la división de televisión de la compañía, con Manifiesto de NBC, que se estrenó el 24 de septiembre de 2018, como su primera serie de televisión.
- Los Borgia (2011-13, Showtime ) (producido como ImageMovers)[20]
- Manifiesto (2018–, NBC)[21]
- Medalla de honor (2018, Netflix)[22]
- Proyecto Libro Azul (2019–20, History)[23]
- Qué/si (2019, Netflix)[24]
- Tooned Out (TBA, HBO Max)[25]

### Yellow Submarine
Esta nueva versión de captura de movimiento de la película de los Beatles de 1968 sería desarrollada por Robert Zemeckis . Disney canceló el proyecto debido al fracaso de taquilla de la película Marte Necesita Mamás y preocupaciones estéticas sobre la tecnología. Después de su cancelación en Disney, Zemeckis intentó presentar la película a otros estudios, antes de perder finalmente el interés en el proyecto.

### Llamando a Todos los Robots
El 26 de marzo de 2008, Michael Dougherty estaba listo para dirigir la película animada de aventuras de ciencia ficción Calling All Robots con Zemeckis produciendo la película a través de ImageMovers Digital para Walt Disney Pictures, fue cancelada tras el mal desempeño de Marte Necesita Mamás en la taquilla .

### Secuela deRoger Rabbit
En diciembre de 2007, Marshall declaró que todavía estaba "abierta" a la idea, y en abril de 2009, Zemeckis reveló que todavía estaba interesado. Según una historia de MTV News de 2009, Jeffrey Price y Peter S. Seaman estaban escribiendo un nuevo guion para el proyecto, y los personajes animados estarían en dos dimensiones tradicionales, mientras que el resto estaría en captura de movimiento. Sin embargo, en 2010, Zemeckis dijo que la secuela permanecería animada dibujada a mano y que se filmarían secuencias de acción en vivo, al igual que en la película original, pero los efectos de iluminación en los personajes de dibujos animados y algunos de los accesorios que manejan las caricaturas se mantendrán que hacerse digitalmente. También en 2010, Hahn, quien fue el productor asociado original de la película, confirmó el desarrollo de la secuela en una entrevista con Empire . Dijo: "Sí, no podría comentar. Lo niego completamente, pero sí... si eres un fan, muy pronto vas a ser muy, muy, muy feliz". En 2010, Bob Hoskins declaró que estaba interesado en el proyecto y de retomar su papel de Eddie Valiant.[cita requerida] Sin embargo, Hoskins se retiró de la actuación en 2012 después de que le diagnosticaran la enfermedad de Parkinson un año antes y murió de neumonía en 2014. Marshall confirmó que la película sería una precuela, similar a los borradores anteriores, y que la escritura estaba casi completa. Durante una entrevista en el estreno de Flight, Zemeckis declaró que la secuela aún era posible, a pesar de la ausencia de Hoskins, y el guion de la secuela se envió a Disney para la aprobación de los ejecutivos del estudio.

### El Cascanueces
El 26 de noviembre de 2009, Zemeckis había firmado para producir y dirigir la adaptación cinematográfica animada de captura de movimiento de El cascanueces de ETA Hoffmann a través de ImageMovers Digital para Walt Disney Pictures . El 21 de julio de 2016, Universal Pictures revivió la adaptación, que puede o no usar captura de movimiento, con Zemeckis solo listo para producir la película y Evan Spiliotopoulos fue contratado para escribir el guion. No ha habido información desde entonces.

### Cómo Sobrevivir al Ataque de un Gnomo de Jardín
El 14 de abril de 2011, Zemeckis había firmado para producir y potencialmente dirigir la adaptación cinematográfica híbrida de acción en vivo / animación del libro de Chuck Sambuchino Cómo sobrevivir al ataque de un gnomo de jardín junto con The Gotham Group y Sony Pictures Animation. En noviembre de ese año, Chad Damiani y JP Lavin fueron contratados para escribir el guion.